# Caleido
Caleido es un rascacielos de 181 metros y 36 plantas situado junto al complejo Cuatro Torres Business Area (CTBA) del paseo de la Castellana (Madrid, España), de ahí que popularmente recibiera el nombre de Quinta Torre. En marzo de 2016 se conoció el acuerdo definitivo por el cual el Instituto de Empresa (IE) ocupará la mayor parte del nuevo inmueble. Su construcción empezó en abril de 2017 y estaba previsto que fuera finalizado en septiembre de 2020. No obstante, debido a los retrasos provocados por los efectos de la pandemia de COVID-19 la inauguración no tuvo lugar hasta el 19 de octubre de 2021.
El proyecto aprovecha los trabajos de movimiento de tierras y cimentación ya realizados para el frustrado Centro Internacional de Convenciones de la Ciudad de Madrid. Cuando concluyó la construcción, se convirtió en el quinto edificio más alto de Madrid, y séptimo de España.
Los estudios de arquitectura Fenwick Iribarren y Serrano-Suñer Arquitectura han diseñado el proyecto y OHL Desarrollos es el contratista principal encargado de ejecutar sus distintas fases.

## Historia

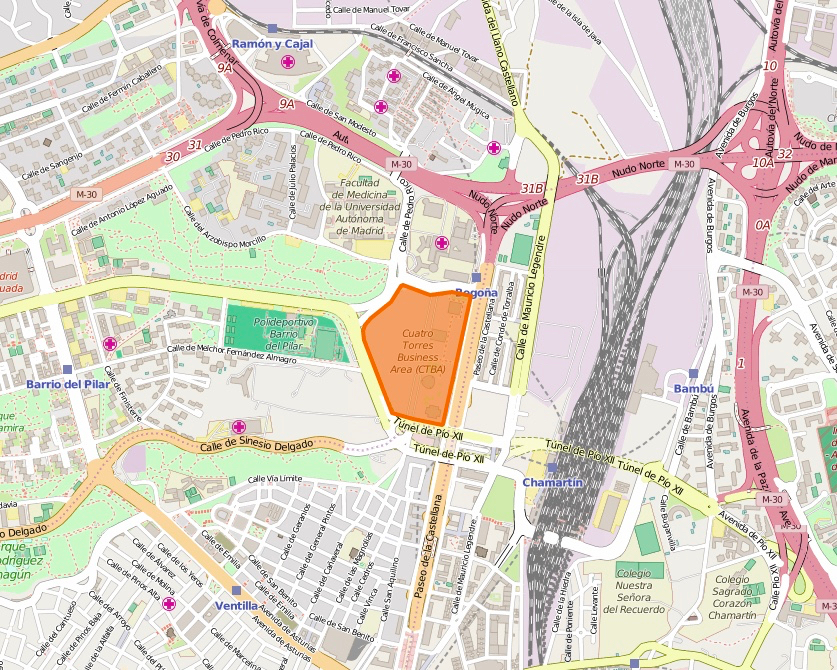
Ubicación del Cuatro Torres Business Area en Madrid. El edificio Caleido se sitúa a su izquierda.

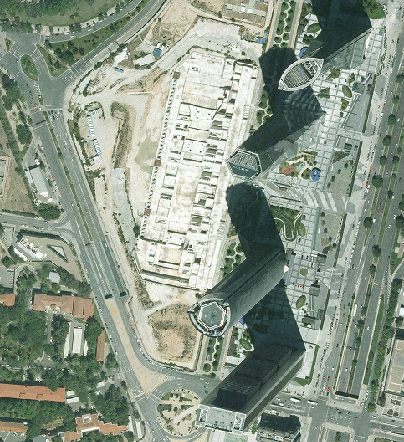
Vista del solar en 2014, PNOA cedido por © IGN.

En los terrenos donde ahora se asientan las cuatro torres del CTBA se encontraba la antigua Ciudad Deportiva del Real Madrid, que fue demolida en 2004. Entre 2004 y 2009 se construyeron la Torre Cepsa, Torre de Cristal, Torre Emperador Castellana y Torre PwC en la zona que linda al paseo de la Castellana. Sin embargo, quedaba otra parte, cercana a la avenida de Monforte de Lemos, con 33 325 m² de superficie y 70 000 m² de superficie edificable.

### Idea inicial
Originalmente, se iba a edificar el nuevo Centro Internacional de Convenciones de la Ciudad de Madrid (CICCM) con un presupuesto de 300 millones de euros. La primera piedra fue colocada en 2008, dos meses después de la quiebra de Lehman Brothers. En 2009, la construcción subterránea fue adjudicada en concurso público a FCC y Acciona por un total de 72 millones de euros. En 2010, se decidió que únicamente se iba a acometer esta fase previa y la construcción iba a quedar paralizada a la espera de tiempos mejores, como plan de choque del Ayuntamiento de Madrid bajo el mando de Ruiz-Gallardón para controlar el gasto en plena crisis económica. El proyecto estuvo paralizado durante varios años, quedando un solar con el agujero realizado para la cimentación, con el problema de que las obras de contención y seguridad, basadas en acoplar pantallas y anclajes, tenían una vida útil de dos años. Fueron invertidos un total 110 millones sin haberse llegado a levantar nada.
Posteriormente se barajaron diversas opciones, como la construcción de un aparcamiento o un complejo deportivo olímpico, cuando aún estaban en pie las aspiraciones olímpicas.

### Villar Mir entra en juego
A finales de 2014, se decidió buscar un plan alternativo: poner a subasta los terrenos en régimen de concesión. En marzo, el gobierno de Ana Botella, dos meses antes de ser sustituida por Manuela Carmena, recibió un total de cuatro ofertas, resultando ganadora el Grupo Villar Mir en el proceso de adjudicación. Por la concesión, que otorga el derecho de uso del suelo por un periodo de 75 años, el grupo dueño de la constructora OHL y de la inmobiliaria Espacio pagará un canon anual de 4 millones de euros. El ayuntamiento pedía que el adjudicatario sufragara al menos un canon anual de 1,94 millones de euros. Además, el Ayuntamiento de Madrid exigía que unos 53 000 m² de los 70 000 disponibles se destinarán a uso dotacional. El resto, unos 17 500 m², deberían ser destinados a una zona comercial. El uso dotacional iba a consistir en la construcción de un hospital privado.
En septiembre de 2015, se hizo público que el Grupo Villar Mir había creado una joint venture con el fondo suizo Corestate Capital para levantar el rascacielos con un coste previsto de 240 millones. El grupo hospitalario estadounidense Monte Sinaí barajó instalarse en Madrid, pero lo descartó al considerar excesivo el coste del alquiler. Al poco se entablaron negociaciones con el Grupo Quirón, así como con otros grupos hospitalarios.
En enero de 2016, se llegó a un acuerdo con el Instituto de Empresa (IE), que ocupará la mayor parte del inmueble. En marzo de 2016 se confirmó definitivamente el acuerdo, y IE Universidad abrirá sus puertas en otoño de 2019. El IE ha firmado un acuerdo de alquiler de 20 años prorrogables hasta un máximo de 55. El solar contará con una clínica, con un centro comercial y un aparcamiento para 2000 vehículos, así como jardines y zonas de ocio. La clínica sanitaria, perteneciente al Grupo Quirón, también albergará un Centro de Alto Rendimiento y ocupará un total de 10 000 m².

### Obtención de la licencia y presentación oficial
Entre junio y julio de 2016 se ultimaron los detalles de la documentación que finalmente se presentó el 1 de agosto de ese mismo año al Ayuntamiento de Madrid para que concediera la licencia de construcción. En noviembre de 2016 Corestate y Villar Mir rompen su joint venture de mutuo acuerdo por «las diferencias que han surgido en la estrategia inmobiliaria de los socios»; pero esto no afectará al proyecto de la Quinta Torre. El 10 de enero de 2017 se presentó oficialmente el proyecto por parte de la Inmobiliaria Espacio (Grupo Villar Mir) y con la asistencia de la alcaldesa de Madrid, Manuela Carmena, y el presidente de OHL, Juan Miguel Villar Mir. La torre fue bautizada finalmente como Caleido, nombre de origen griego formado por καλός (kalós), bella, y εἶδος (éidos), imagen.
El centro sanitario de Quirón, además de medicina general, estará enfocado al deporte, prevención de enfermedades y al bienestar. El proyecto, si se incluyen las tasas y cánones, supera los 300 millones de euros, y se espera que genere más de 2400 puestos de trabajo. El 16 de marzo de 2017, Grupo Villar Mir vendió el 49% de la torre a inmobiliaria Megaworld Corporation, multinacional filipina que pertenece al empresario Andrew Tan. Tan, a través de su empresa, grupo Emperador, adquirió la Torre Espacio en noviembre de 2015.

### Construcción
Entre abril y diciembre de 2017 se realizaron las obras de demolición y acondicionamiento de los forjados en el terreno y demolición del basamento y cimentación. Ese mismo mes comienza la tercera fase de la obra, la construcción de la estructura. A comienzos de 2018, se preveía que la construcción terminara en febrero de 2019 y la inauguración del complejo tendría lugar el tercer trimestre de 2020. No obstante, debido a los efectos de la pandemia de COVID-19 en España se ha pospuesto su apertura al año 2021. El proceso de licitación, en el que participaron tres empresas invitadas, fue adjudicado el 19 de febrero de 2018 —como se esperaba— al grupo OHL, cuyo principal accionista es la empresa promotora del proyecto: el Grupo Villar Mir. OHL también se adjudicó las dos primeras fases del proyecto.

Evolución de la construcción
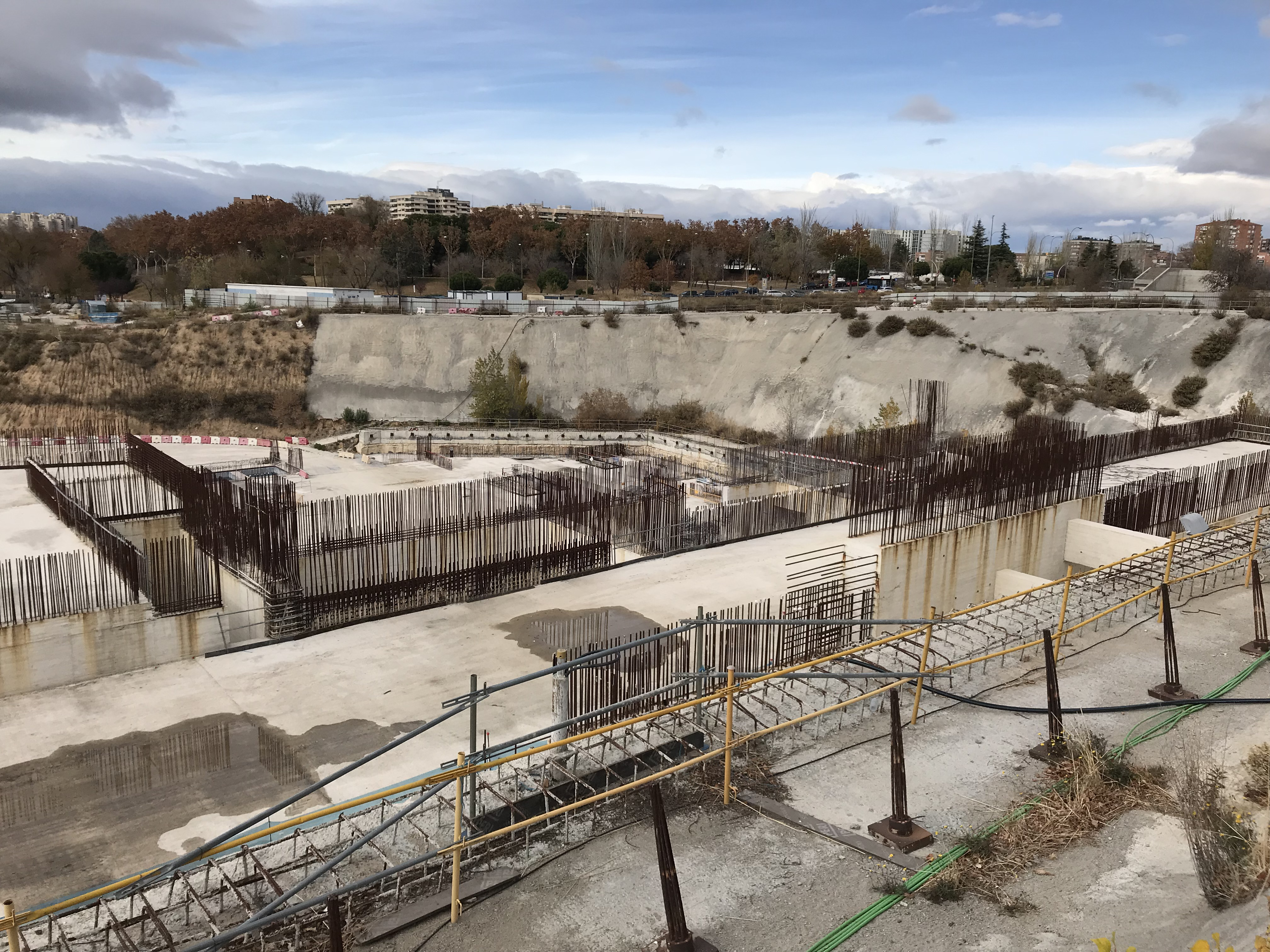
Obras de los cimientos de la torre, diciembre de 2017.
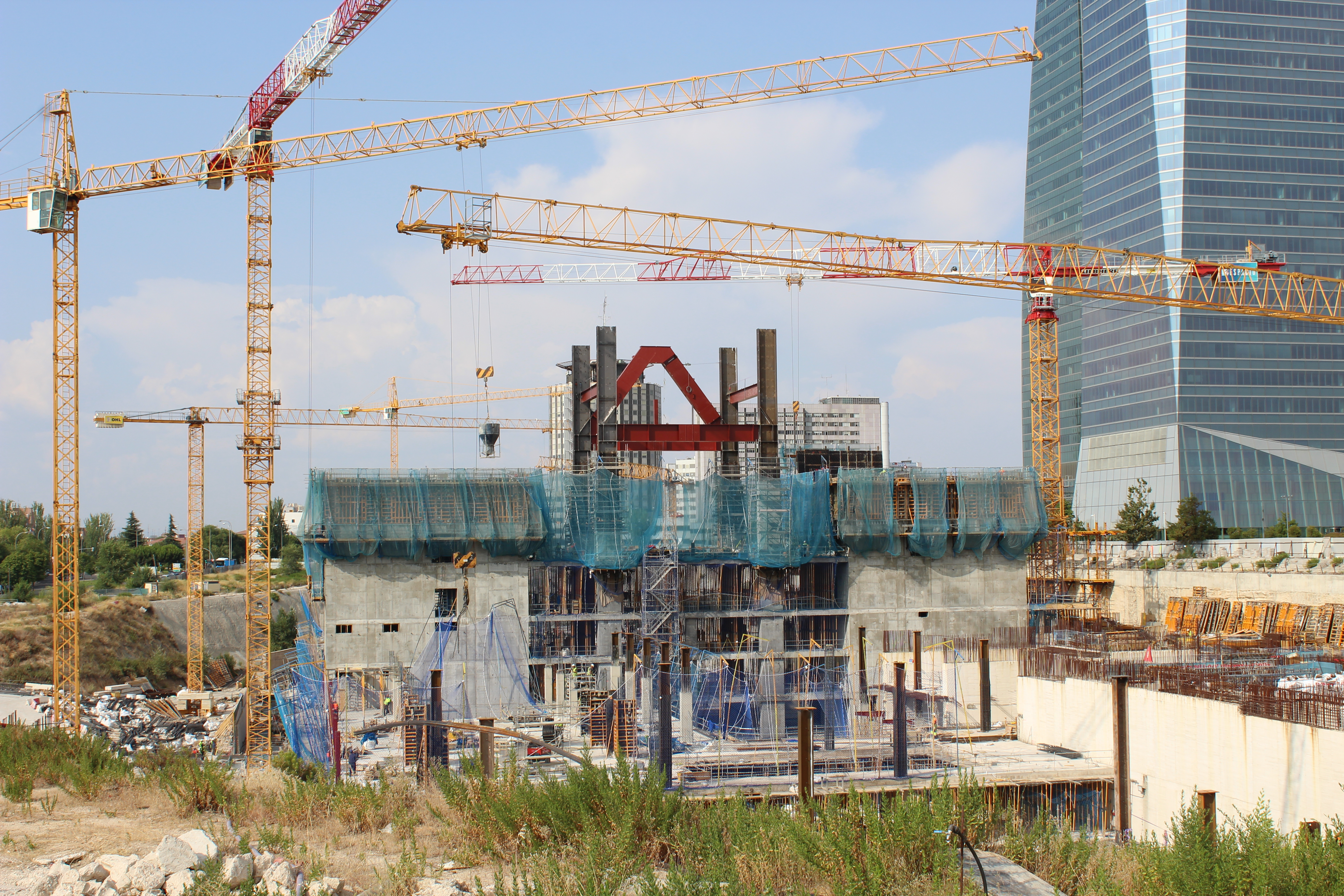
La torre durante su construcción, agosto de 2018.
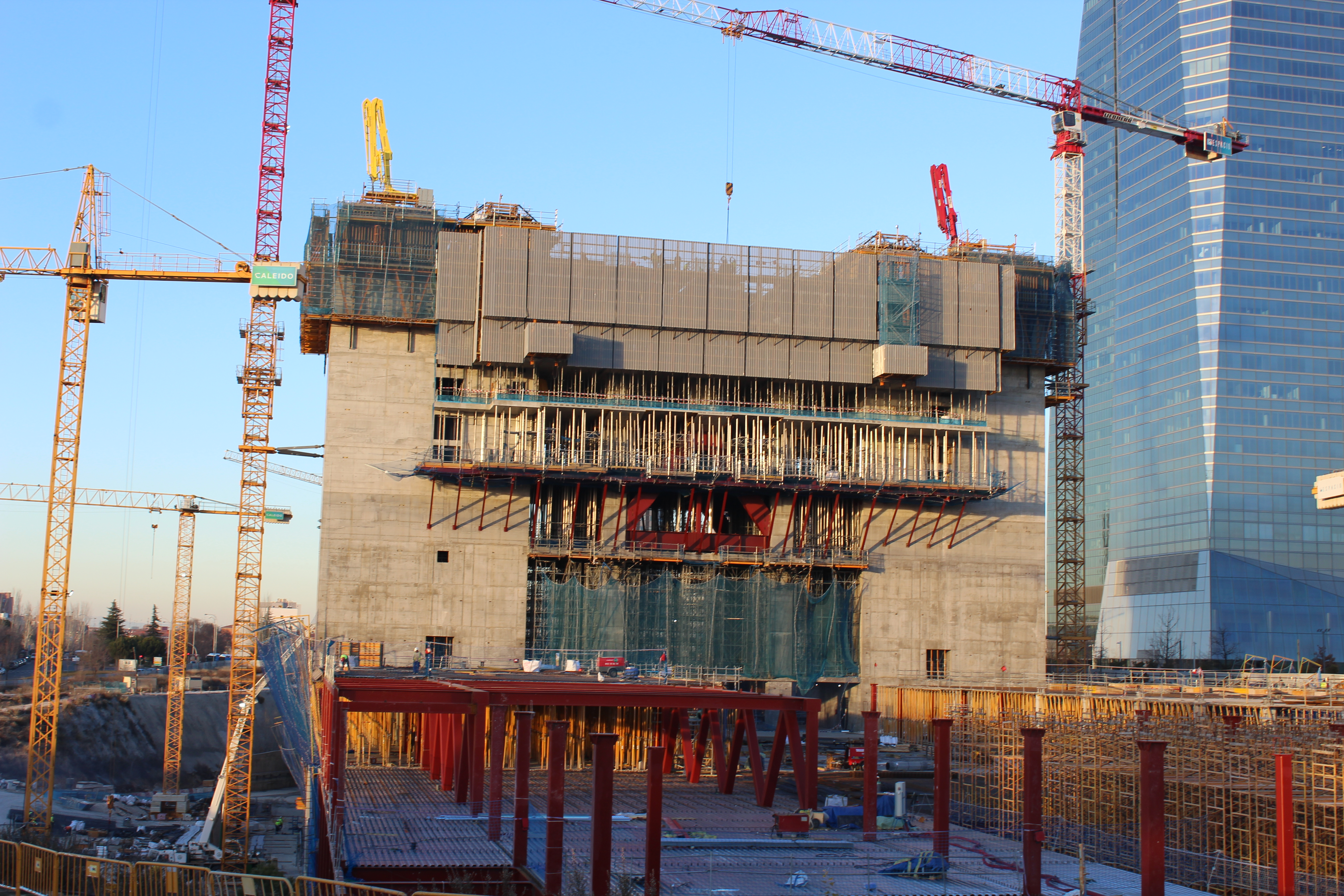
La torre durante su construcción, febrero de 2019.
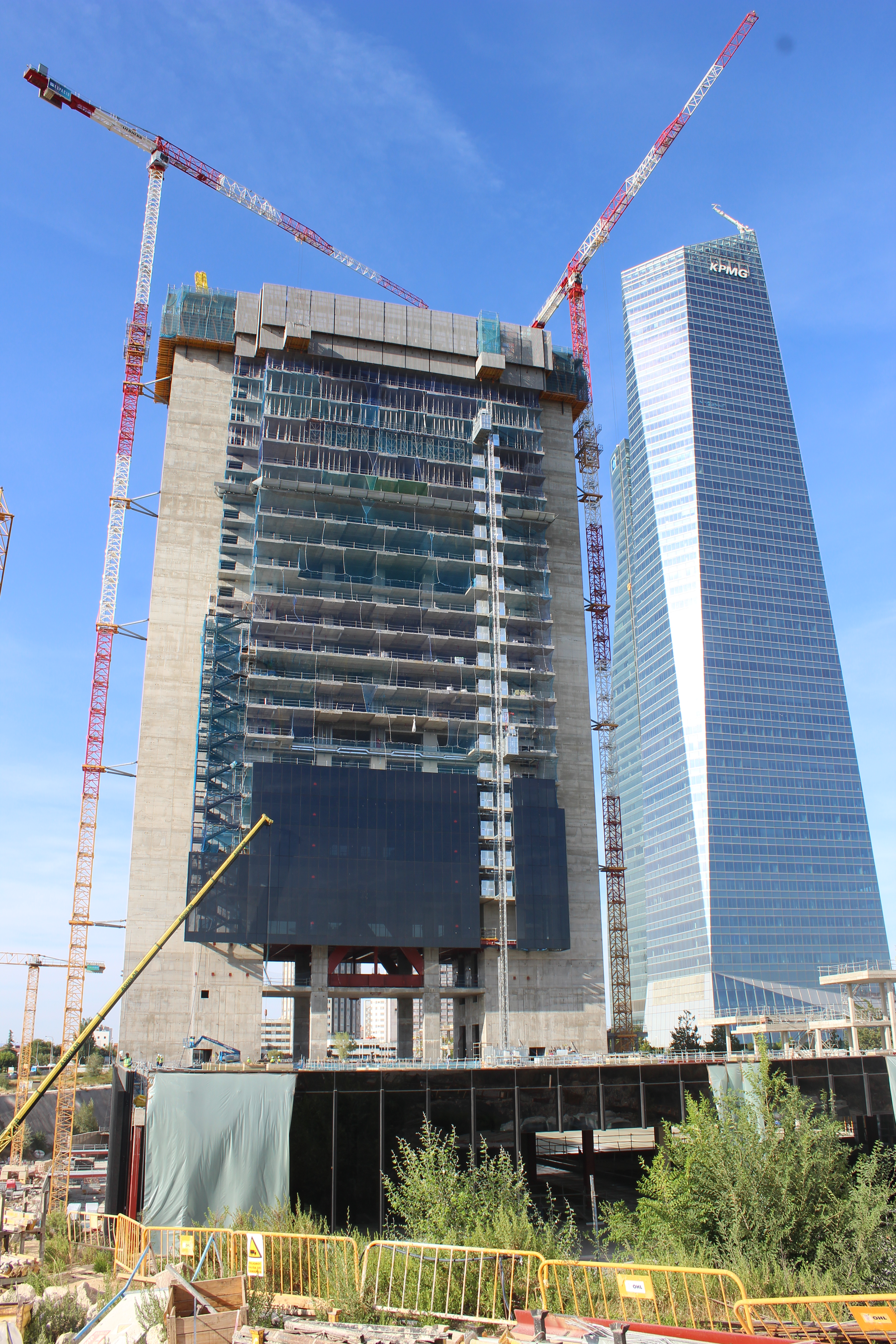
La torre durante su construcción, agosto de 2019.
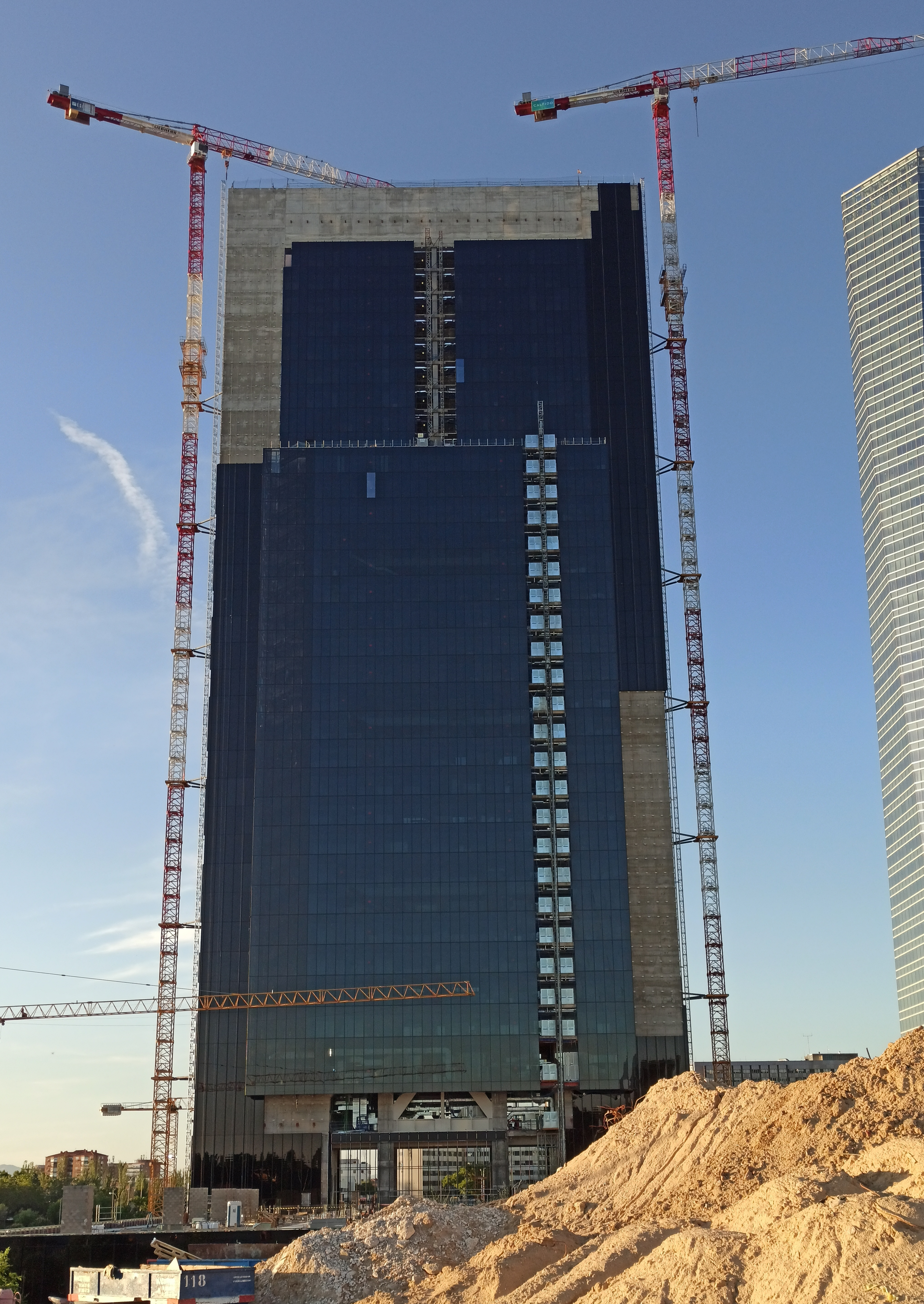
La torre durante su construcción, mayo de 2020.

### Inauguración
En septiembre de 2021 se inauguró un pequeño parque que linda con la avenida de Monforte de Lemos al oeste del edificio principal. El 19 de octubre de 2021 se inauguró oficialmente el edificio con la visita de personalidades como el rey Felipe VI de España o el alcalde de Madrid José Luis Martínez-Almeida. El centro de medicina deportiva Quirónsalud abrió sus puertas en la segunda quincena de junio de 2022 y la zona comercial a finales de septiembre de ese mismo año.

## Edificio

### Diseños preliminares

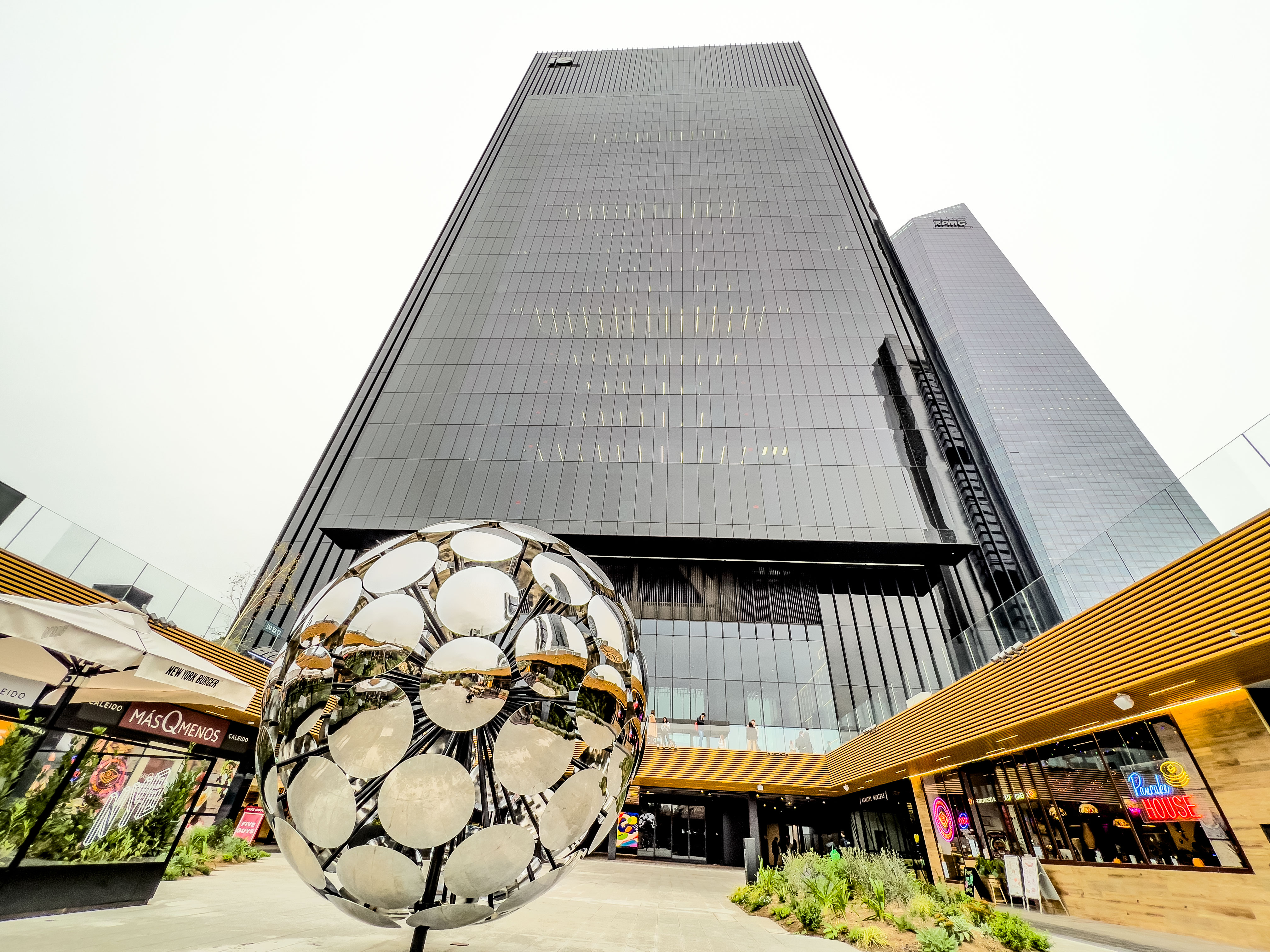
La torre vista desde el centro comercial.

Inicialmente el edificio iba a contar con 120 metros de altura. Sin embargo, fuentes posteriores afirmaron que el edificio «podría incluir hasta 35 alturas, similar a Torre Picasso que tiene 156 metros de altura frente a los 250 metros con los que cuenta Torre Foster y Torre de Cristal, situados junto al futuro inmueble.» A finales de 2015, se dijo que su altura sería similar a la de sus torres vecinas, siendo el rascacielos más alto de España tras su finalización en 4 años previsto para el 2020.

### Diseño

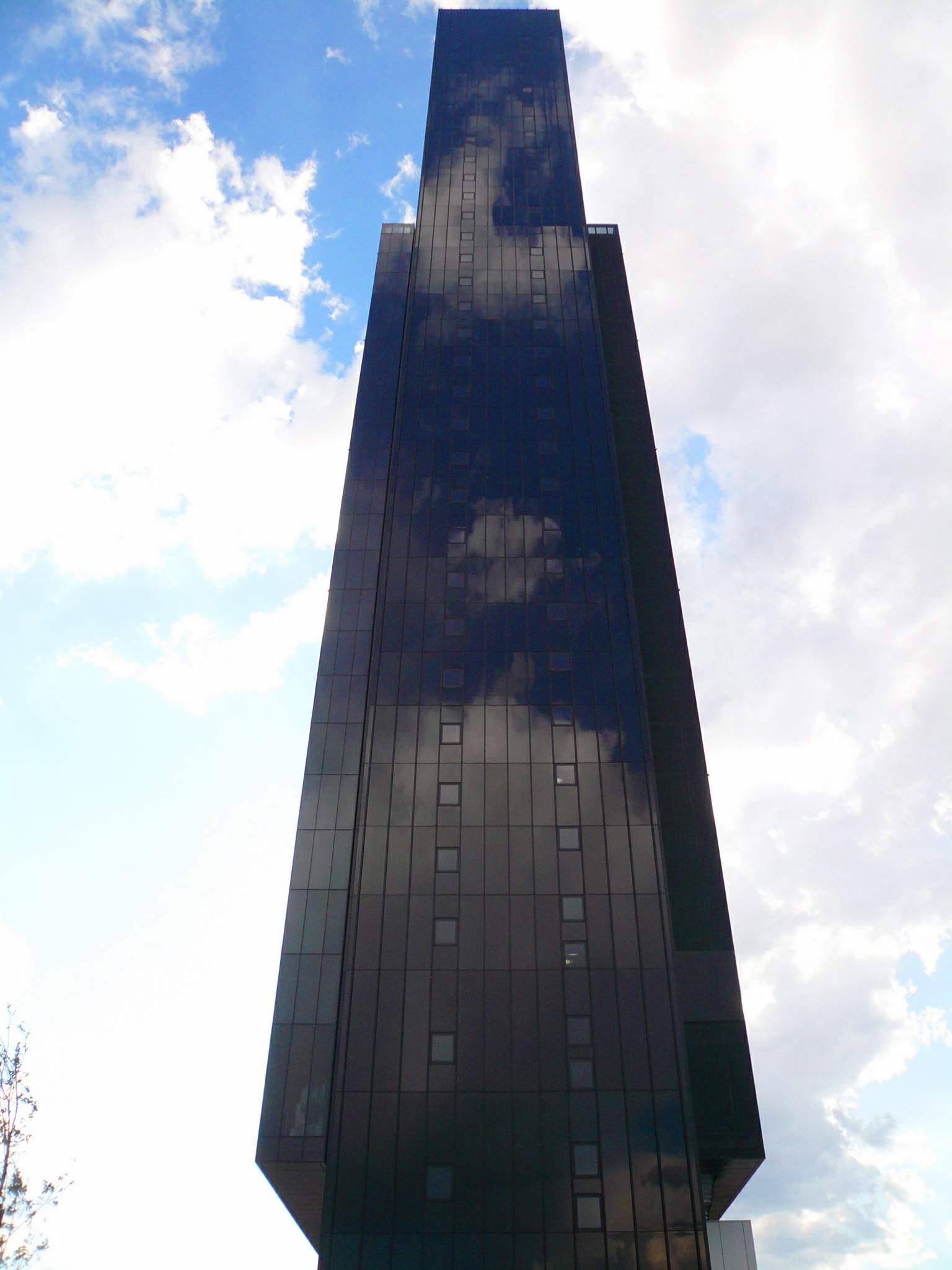
Vista lateral de la torre.

La torre tiene una altura oficial de 181 metros —algo más alta que la Torre Picasso y significativamente inferior a las cuatro torres del CTBA— y cuenta con una superficie de 70 000 m². Los estudios Fenwick Iribarren y Serrano-Suñer Arquitectura son los encargados de diseñar el proyecto y OHL Desarrollos es el contratista principal encargado de ejecutarla.
El edificio se compone de una base de norte a sur con una altura de 20 metros y cuatro plantas, sobre la cual se erigirá una torre de 181 metros y 36 plantas longitudinalmente de este a oeste. Su vista de poniente se asemeja a una letra «T» invertida, diseño que se ha visto condicionado por la existencia de los cimientos del frustrado centro de convenciones (CICCM). En la parte superior del zócalo se situarán zonas ajardinadas que servirán de campus privado de IE University como de acceso público a las distintas áreas del edificio.
Según Mark Fenwick, uno de los arquitectos, el edificio está inspirado en el monolito de la película 2001: A Space Odyssey de Stanley Kubrick, un prisma cuadrangular con unas proporciones exactas de 1:4:9 revestido de vidrio de color negro. Posteriormente indicó que está influido por rascacielos como el edificio Seagram de Nueva York o el John Hancock Center de Chicago.
En noviembre de 2017, a falta de iniciar las obras en la estructura principal, se realizaron unos cambios menores en el diseño del edificio. A solicitud del Ayuntamiento de Madrid, se incluirá una mayor dotación de ascensores en el complejo, y debido a la petición de Megaworld Corporation, se añadirán dos salas de cine (preparadas para acoger convenciones de videojuegos) y un supermercado gourmet.

### Características
El muro cortina que envuelve el edificio se compone de dos láminas de vidrio espaciadas entre sí 25 cm, creando una cámara de aire que posibilita su climatización de un modo más eficiente. El inmueble además cuenta con la certificación medioambiental LEED (Líder en Eficiencia Energética y Diseño Sostenible) en la categoría oro, siguiendo criterios de eficiencia y sostenibilidad.

## Otros
El nombre popular de este edificio es "la playstation" o "la playstation2" y también "la play" y "la play2" en referencia a su parecido tanto en forma como en color con la videoconsola PlayStation 2(versión slim) en su posición vertical.